# Любовь спасёт мир
«Любовь спасёт мир» (укр. «Кохання врятує світ») — дебютний альбом Віри Брежнєвої.

## Список композицій
1. Любовь спасёт мир
2. Нирвана
3. Я здесь
4. Если будешь смелей
5. Задушу
6. Я не играю
7. Любовь в большом городе
8. Лепестками слёз (разом з Dan Balan)
9. Не беги за мной
10. Pronto (разом з Потап)
11. Sexy Bambina
12. Нирвана (remix by DJ Nil)
13. Любовь спасёт мир (remix by Vengerov & Fedoroff)

## Учасники запису
- Віра Брежнєва
- Dan Balan
- Потап